# «Дадинская» статья

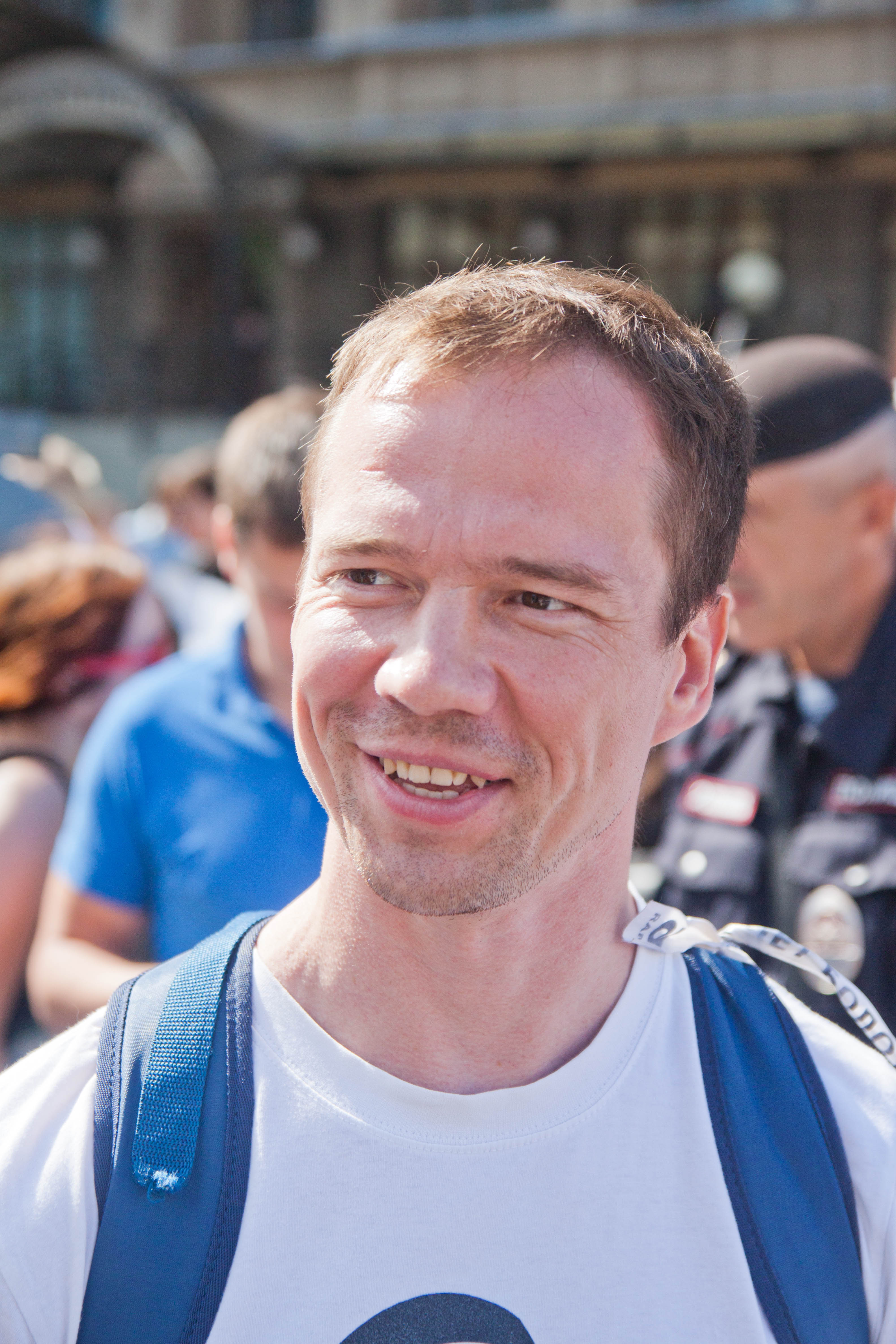
Ильдар Дадин (1982—2024), ставший первым осуждённым по статье 212.1 УК РФ и давший ей неформальное название

«Дадинская» статья — статья 212.1 Уголовного кодекса РФ за «неоднократное нарушение установленного порядка организации либо проведения собрания, митинга, демонстрации, шествия или пикетирования».
Нарушение считается неоднократным, если человек был привлечён к административной ответственности трижды за 180 дней. В статье широкий спектр наказаний — от штрафа в 600 тысяч рублей до лишения свободы на срок 5 лет.
Статья получила название в честь первого осуждённого по ней, Ильдара Дадина. К ноябрю 2020 года по «дадинской» статье судили 8 человек. К августу 2021 года по этой статье было осуждено четыре человека.

## История
Статья 212.1 была добавлена в УК РФ 21 июля 2014 года по инициативе группы депутатов из партии «Единая Россия». Пояснительная записка от авторов гласит, что реализация права на мирные митинги и собрания, гарантируемого статьёй 31 Конституции РФ, «сопряжена с необходимостью установления границ, переход через которые повлечет нарушение иных конституционных прав и свобод человека и гражданина».
7 декабря 2015 года Ильдар Дадин стал первым осуждённым по статье 212.1 УК РФ, получив 3 года лишения свободы. 10 февраля 2017 года Конституционный суд РФ признал статью конституционной, но ограничил её применение только теми случаями, когда нарушения нанесли реальный ущерб, а не были формальными.
22 февраля 2017 года Президиум Верховного суда РФ отменил приговор Дадину, постановил прекратить в отношении него дело, освободить из-под стражи и признать право на реабилитацию. Дадин находился в заключении 1 год и 2 месяца.
В августе 2019 года было вновь заведено дело по статье 212.1 — в отношении активиста Константина Котова за участие в протестах против недопуска кандидатов на выборы в Московскую городскую думу (2019). 5 сентября 2019 года Котов был осуждён на 4 года лишения свободы, 20 апреля 2020 года срок был сокращён до 1,5 лет.
В апреле 2022 года уголовное дело по «дадинской» статье было заведено на лидера профсоюза «Курьер» Кирилла Украинцева.

## Осуждённые
| № | Фотография | Имя                                                                                | Дата осуждения   | Наказание                                               | Состояние                                                      |
| - | ---------- | ---------------------------------------------------------------------------------- | ---------------- | ------------------------------------------------------- | -------------------------------------------------------------- |
| 1 |            | Ильдар Дадин                                                                       | 7 декабря 2015   | 3 года лишения свободы, фактически отбыл 1 год 2 месяца | освобождён 26 февраля 2017, приговор признан неконституционным |
| 2 |            | Константин Котов                                                                   | 5 сентября 2019  | 4 года лишения свободы, сокращено до 1 года 6 месяцев   | освобождён 16 декабря 2020 в связи с отбытием срока            |
| 3 |            | Андрей Боровиков (бывший глава штаба Навального в Архангельске)                    | 27 сентября 2019 | 400 часов обязательных работ                            |                                                                |
| 4 |            | Юлия Галямина                                                                      | 23 декабря 2020  | 2 года лишения свободы условно                          |                                                                |
| 5 |            | Алексей Ворсин (бывший глава штаба Навального в Хабаровске)                        | 28 сентября 2021 | 3 года лишения свободы условно                          |                                                                |
| 6 |            | Вячеслав Егоров (экоактивист, выступал против мусорополигона «Воловичи» в Коломне) | 14 октября 2021  | 1 год и 3 месяца колонии общего режима                  | освобождён 8 августа 2022 в связи с отбытием срока             |
| 7 |            | Вадим Хайруллин (правозащитник и активист)                                         | 8 августа 2022   | 1 год колонии общего режима                             | освобождён 22 июня 2023 в связи с отбытием срока               |
| 8 |            | Кирилл Украинцев (глава профсоюза «Курьер», коммунистический блогер)               | 9 февраля 2023   | 1 год и 4 месяца колонии-поселения                      | освобождён из зала суда в связи с зачтением 9 месяцев в СИЗО   |